# José Manuel Campa
José Manuel Campa Fernández (Oviedo, 20 de julio de 1964) es un economista español.

## Biografía
Es licenciado1987 en Derecho y en Ciencias Económicas por la Universidad de Oviedo y doctorado1991 en la Universidad de Harvard.
Fue secretario de Estado de Economía en el Ministerio de Economía y Hacienda de España desde el 14 de mayo de 2009 hasta el 23 de diciembre de 2011.
Hasta la fecha de su nombramiento como secretario de Estado, era profesor de finanzas y director de investigación del IESE Business School de la Universidad de Navarra, cargo que dejó temporalmente. Ha sido Consultor del Banco Mundial, del Fondo Monetario Internacional, del Banco Interamericano de Desarrollo, del Banco de la Reserva Federal de Nueva York, del Banco de Pagos Internacionales de Basilea, de la Comisión Europea y del Servicio de Estudios del Banco de España.
También ha ejercido como profesor en la Universidad de Harvard, en la Universidad de Columbia, en la Stern School of Business, y en la Universidad Complutense de Madrid. Ha sido Research Associate en el National Bureau of Economic Research, y Research Fellow en el Center for Economic Policy Research. También ha ejercido como perito empresarial para la justicia española, la Corte Española de Arbitraje, y las Cortes internacionales de Arbitraje de París, Ginebra, Nueva York y Holanda.
Fue miembro del grupo de expertos de la Comisión Europea para el informe sobre reformas estructurales en banca (Informe Liikanen).
En 2014 fue nombrado director de Relaciones con Inversores y Analistas del Banco Santander. Sigue dando clases en el IESE Business School como profesor colaborador externo.
En 2019 fue elegido para presidir la Autoridad Bancaria Europea, el organismo regulador europeo, en sustitución de Andrea Enria. Fue confirmado en el cargo por el Parlamento Europeo el 14 de marzo y el 1 de mayo lo asumió oficialmente.
En febrero de 2024, el Consejo Europeo amplió el cargo de Campa como presidente de la EBA hasta mayo de 2029.